# اثر میدان (نیم‌رسانا)

اثر میدان: پنل‌های بالایی: ولتاژ اعمال‌شده نوارها را خم می‌کند و حفره‌ها را از سطح تخلیه می‌کند (نمودار نواری، سمت چپ). باری که خمش را القا می‌کند توسط لایه ای از بار یون پذیرنده منفی تراز می‌شود (سمت راست). پنل پایین: ولتاژ اعمال‌شده بزرگتر حفره‌ها را تخلیه می‌کند اما نوار هدایت به اندازه کافی انرژی را کاهش می‌دهد تا لایه وارونگی را تشکیل‌دهد.

در فیزیک، اثر میدان (به انگلیسی: Field effect) به مدولاسیون رسانندگی الکتریکی یک ماده با اعمال میدان الکتریکی خارجی اشاره دارد.
در یک فلز، چگالی الکترونی که به میدان‌های اعمال‌شده پاسخ می‌دهد به قدری زیاد است که یک میدان الکتریکی خارجی تنها می‌تواند در فاصله بسیار کوتاهی به داخل ماده نفوذ کند. با این حال، در یک نیم‌رسانا، چگالی کمتر الکترون‌ها (و احتمالاً حفره‌ها) که می‌توانند به یک میدان اعمال‌شده پاسخ دهند، به اندازه‌ای کوچک است که میدان می‌تواند تا حد زیادی به درون ماده نفوذ کند. این نفوذ میدان رسانایی نیم‌رسانا را در نزدیکی سطح آن تغییر می‌دهد و اثر میدان نامیده می‌شود. اثر میدان زیربنای عملکرد دیود شاتکی و ترانزیستورهای اثر میدان، به ویژه ماسفت، جِی‌فت و مِسفت است.

## رسانایی سطحی و خمش نواری
تغییر رسانایی سطحی به این دلیل اتفاق می‌افتد که میدان اعمال‌شده سطوح انرژی موجود برای الکترون‌ها را تا اعماق قابل‌توجهی از سطح تغییر می‌دهد و به نوبه خود اشغال سطوح انرژی در ناحیه سطح را تغییر می‌دهد. یک رفتارای معمولی چنین اثراتی براساس نمودار خمش-نواری است که موقعیت انرژی لبه‌های نوار را به عنوان تابعی از عمق ماده نشان می‌دهد.

### ناحیه بدنه
مثال در شکل، سطح فرمی را در مواد حجیم فراتر از محدوده میدان اعمال شده به صورت نزدیک به لبه باند ظرفیت نشان می‌دهد. این موقعیت برای سطح اشغال با وارد کردن ناخالصی‌ها به نیمه هادی تنظیم می‌شود. در این مورد، ناخالصی‌ها به اصطلاح پذیرنده‌هایی هستند که الکترون‌ها را از نوار ظرفیت جذب می‌کنند که بار منفی دارند، یون‌های بی‌حرکتی که در مواد نیم‌رسانا جاسازی شده‌اند. الکترون‌های حذف‌شده از سطوح نوار ظرفیت کشیده می‌شوند و جای خالی یا حفره هایی در نوار ظرفیت باقی می‌گذارند. خنثی بودن بار در ناحیه بدون میدان غالب است زیرا یک یون پذیرنده منفی کمبود مثبتی را در ماده میزبان ایجاد می‌کند: حفره عدم وجود الکترون است، مانند یک بار مثبت رفتار می‌کند. درجایی‌که هیچ میدانی وجود ندارد، خنثایی به‌دست می‌آید زیرا یون‌های گیرنده منفی دقیقاً حفره‌های مثبت را متعادل می‌کنند.

### ناحیه سطحی
در ادامه خمش نوار توضیح داده شده‌است. یک بار مثبت در سمت چپ عایق قرار می‌گیرد (به عنوان مثال با استفاده از یک الکترود فلزی «گیت»). در عایق هیچ باری وجود ندارد بنابراین میدان الکتریکی ثابت است و منجر به تغییر خطی ولتاژ در این ماده می‌شود. در نتیجه، نوارهای هدایت و ظرفیت عایق خطوط مستقیمی در شکل هستند که با شکاف انرژی بزرگ عایق ازهم جداشده‌اند.

### وارونگی
لبه نوار هدایت نیز پایین می‌آید و جاگیری الکترونی این حالت‌ها را افزایش می‌دهد، اما در ولتاژهای پایین این افزایش قابل توجه نیست. با این حال، در ولتاژهای اعمال‌شده بزرگتر، مانند پانل پایین، لبه نوار هدایت به اندازه کافی پایین می‌آید تا جمعیت قابل توجهی از این سطوح در یک لایه سطحی باریک ایجاد شود که لایه وارونگی نامیده می‌شود، زیرا الکترون‌ها از نظر قطبیت مخالف حفره‌هایی هستند که درابتدا نیم‌رسانا را تشکیل می‌دهند.